# Guo Hong
Guo Hong (chinesisch 郭宏, Pinyin Guō Hóng; The Great Wall of China; * 1. Mai 1973 in Heilongjiang) ist eine ehemalige chinesische Eishockeytorhüterin, die mit der  Chinesischen Nationalmannschaft an zahlreichen internationalen Turnieren teilgenommen hat. Bekannt ist sie vor allem für die Spiele, in denen sie über 50 Schüsse parierte. Bei den Olympischen Winterspielen 2002 erreichte Guo eine Fangquote von 88,79 Prozent und führte statistisch in gehaltenen Schüssen und erhielt die meisten Schüsse auf ihr Tor. Beim Turnier 1996 der Eishockeymeisterschaft des Pazifiks absolvierte sie eines der besten Spiele ihrer Karriere, als in der Partie gegen die kanadische Frauen-Nationalmannschaft 38 von 39 Schüssen hielt und China nur 0:1 gegen Kanada verlor. Zudem wurde sie als beste Torhüterin des Turniers ausgezeichnet.
Auf Vereinsebene spielte sie für die Mannschaft aus Harbin.

## Statistik
(Legende zur Torhüterstatistik: GP oder Sp = Spiele insgesamt; W oder S = Siege; L oder N = Niederlagen; T oder U oder OT = Unentschieden oder Overtime- bzw. Shootout-Niederlage; Min. = Minuten; SOG oder SaT = Schüsse aufs Tor; GA oder GT = Gegentore; SO = Shutouts; GAA oder GTS = Gegentorschnitt; Sv% oder SVS% = Fangquote; EN = Empty Net Goal; 1 Play-downs/Relegation; Kursiv: Statistik nicht vollständig)